# BTM Records
BTM Records was een Brits platenlabel, dat maar een kort leven had. Opgericht in 1973 door producer Miles Copeland onder de volledige naam British Talent Managers, gaf het in de jaren daarna circa 10 elpees uit. In 1977 ging het platenlabel failliet als gevolg van een financieel debacle van een wereldtournee in 1975.

## Uitgaven

### Albums
- BTM1000: Renaissance: Turn of the Cards
- BTM1001: American Gypsy: Angel Eyes, deels geproduceerd door Hans van Hemert
- BTM1002: onbekend
- BTM1003: Caravan: Cunning Stunts
- BTM1004: Climax Blues Band: Stamp Album
- BTM1005: Curved Air: Midnight Wire
- BTM1006: Renaissance: Scheherazade and other stories
- BTM1007: Caravan: Blind Dog at St. Dunstans
- BTM1008: Curved Air: Airborne
- BTM1009: Climax Blues Band: Gold Plated
- BTM2001: Renaissance: Renaissance Live at Carnegie Hall
- BTM5000: Amerikaanse uitgave Caravan: Cunning Stunts
- BTM5001: Amerikaanse uitgave Curved Air: Live in UK
- BTM5003: Amerikaanse uitgave American Gypsy: American gypsy

### Singles
- SBT101: American Gypsy: Angel Eyes / Lady Eleanor (Alan Hull); producer van Hemert
- SBT102: Curved Air, The Fool/ Climax Blues Band: The Power en Renaissance: The Vultures Fly High
- SBT103: Curved Air: Desiree / Kids to blame
- SBT104: Caravan: All the Way / Chief and Indians
- SBT105: Climax Blues Band: Couldn’t Get It Right / Fat Maybellene
- SBT106: Curved Air: Baby Please don’t go / Broken lady
- SBT107: Squeeze: Take me I’m Yours / No Disco Kid, No (nooit uitgebracht vanwege het faillissement).